# 当代韩国 (期刊)
《当代韩国》是一份创刊于1993年的韩国学学术季刊。该期刊由社会科学文献出版社与中国社会科学院韩国研究中心主办，国内刊号为11-3467/D；国际刊号为1007-483X。